# Piéride du navet
Pieris napi
Espèce
Statut de conservation UICN

 LC : Préoccupation mineure
La Piéride du navet (Pieris napi) est une espèce de lépidoptères (papillons) de la famille des Pieridae, de la sous-famille des Pierinae et du genre Pieris.

## Dénomination
Pieris  napi (Linnaeus, 1758)
Synonymes :
- Pieris adalwinda (Fruhstorfer, 1909)
- Pieris arctica (Verity, 1911)
- Pieris canidiaformis (Drenowsky, 1910)
- Pieris dubiosa (Röber, 1907)
- Pieris flavescens (Wagner, 1903)
- Pieris meridionalis (Heyne, 1895)[1]

### Sous-espèces

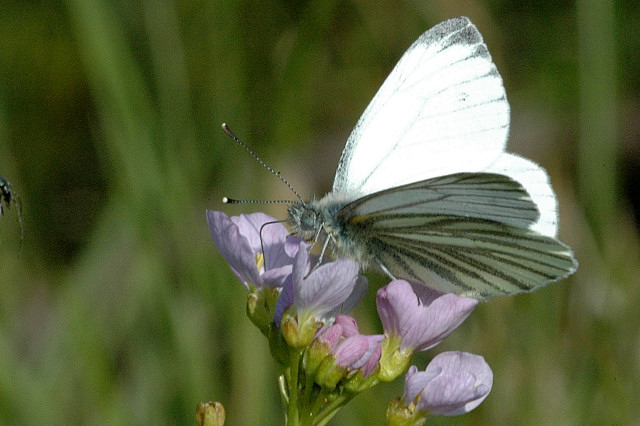
Piéride du navet mâle.

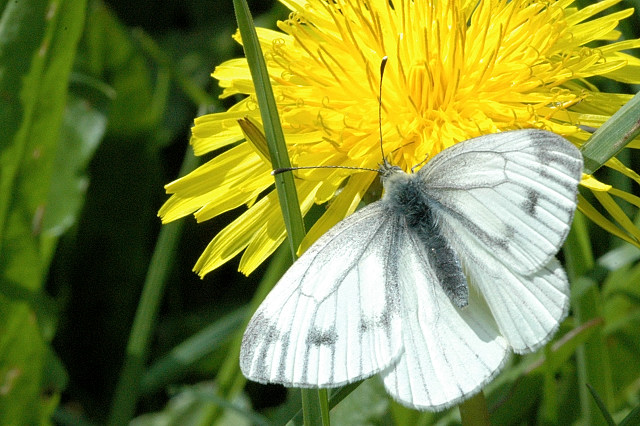
Piéride du navet femelle.

- Pieris napi napi (Linné, 1758) présent en Europe continentale
- Pieris napi adalwinda Fruhstorfer, 1909, dans le nord de l'Europe.
- Pieris napi atlantis Oberthür, 1925,  présent  au Maroc.
- Pieris napi britannica Verity, 1911, présent dans les Iles Britanniques et en Irlande
- Pieris napi canidiaformis Drenowsky, 1910 — Yougoslavie.
- Pieris napi frigida Scuder, 1861
- Pieris napi hulda Edwards, 1869.
- Pieris napi japonica Shirozu, 1952, au Japon.
- Pieris napi keskuelai Eitschberger, 2001.
- Pieris napi lappona Rangnow, 1935,  dans le nord de la Suède et de la Finlande
- Pieris napi lusitanica de Sousa, 1929, au Portugal
- Pieris napi maura Verity, 1911, en Algérie et en Tunisie
- Pieris napi meridionalis Heyne, 1895.
- Pieris napi mogollon Burdick, 1942, en Arizona et au Nouveau-Mexique.
- Pieris napi muchei Eitschberger, 1984,  en Asie.
- Pieris napi napoleon Eitschberger, 1990.
- Pieris napi neobryoniae (Sheljuzhko) — dans les Alpes.
- Pieris napi pallidissima Barnes et McDunnough, 1916.
- Pieris napi pseudobryoniae Barnes et McDunnough, 1917.
- Pieris napi segonzaci Le Cerf, 1923  dans le Haut-Atlas au Maroc.
- Pieris napi r. melaena
- Pieris napi r. montana en Birmanie[2].

### Noms vernaculaires
La Piéride du navet se nomme en anglais Green-veined White, Rapsweißling en allemand, klein geaderd witje en néerlandais  et Pieride del navone  en italien.

## Description
C'est un papillon blanc à revers jaune pâle.
La longueur de l'aile antérieure de la Piéride du navet varie de 18 à 27 mm. Le papillon connaît un important dimorphisme saisonnier. La première génération (printemps) a le dessous des ailes postérieures jaunes avec des nervures entourées d'une suffusion gris-vert. La seconde génération (été) est plus grande, la coloration des ailes postérieures est plus pâle. Les nervures sont uniquement munies d'une suffusion grise au niveau de la base de l'aile. La troisième génération peut ressembler aux deux précédentes. La Piéride du navet vole plus lentement que les autres Pieris. La femelle peut occasionnellement être jaunâtre, ce qui la fait fortement ressembler à la Piéride de la bryone (Pieris bryoniae).

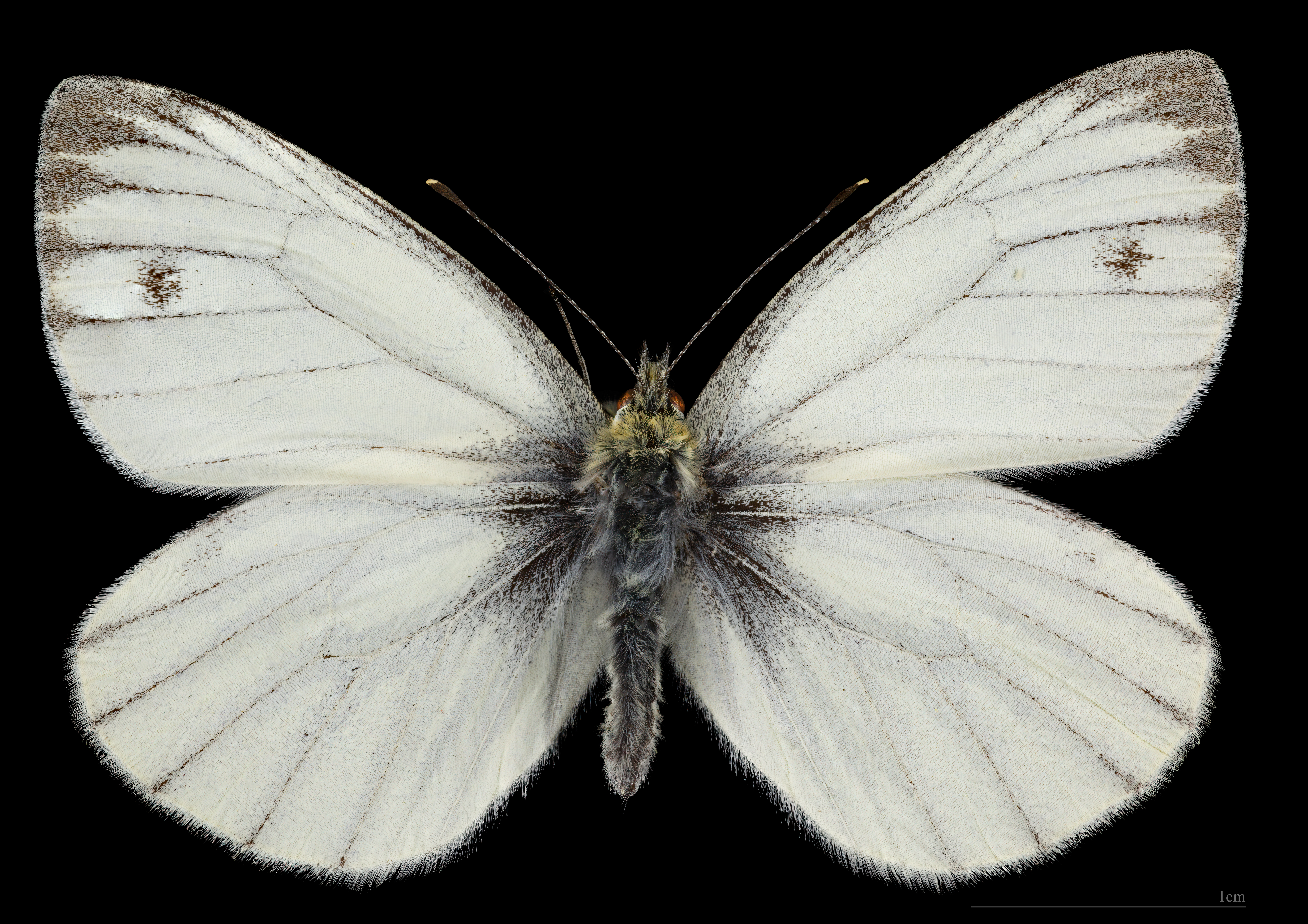
Pieris napi ♂
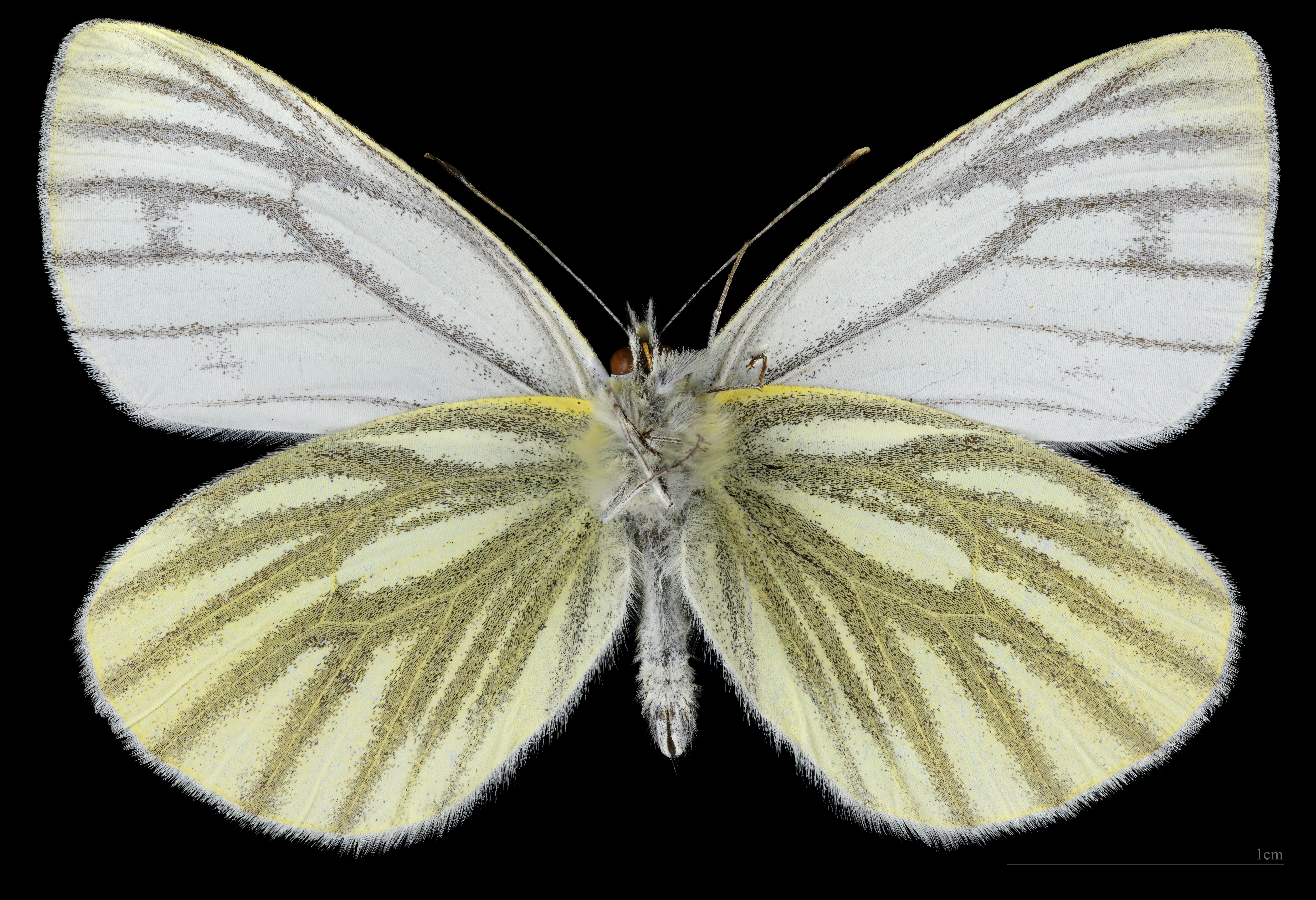
Pieris napi  ♂  △
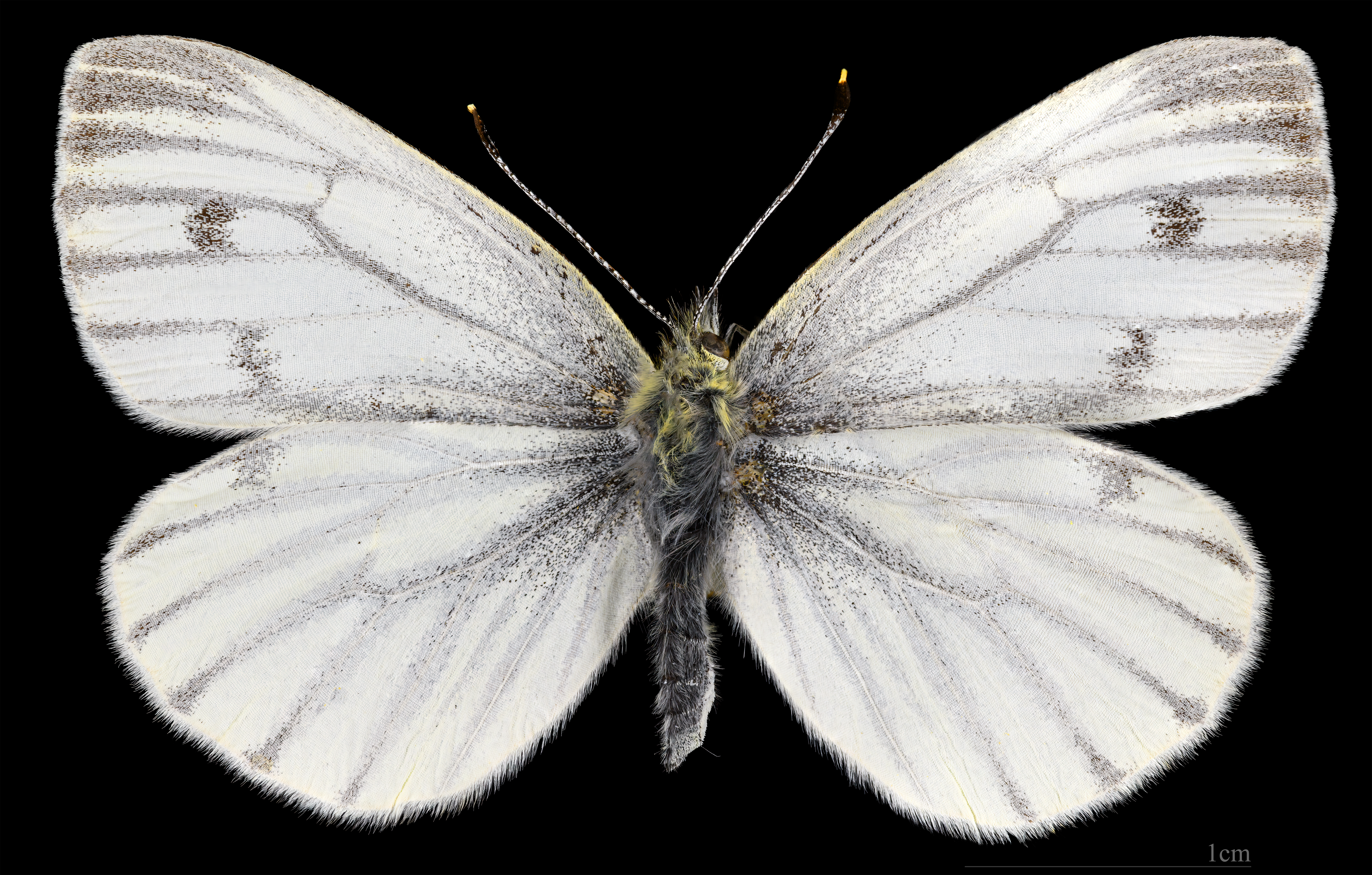
Pieris napi  ♀
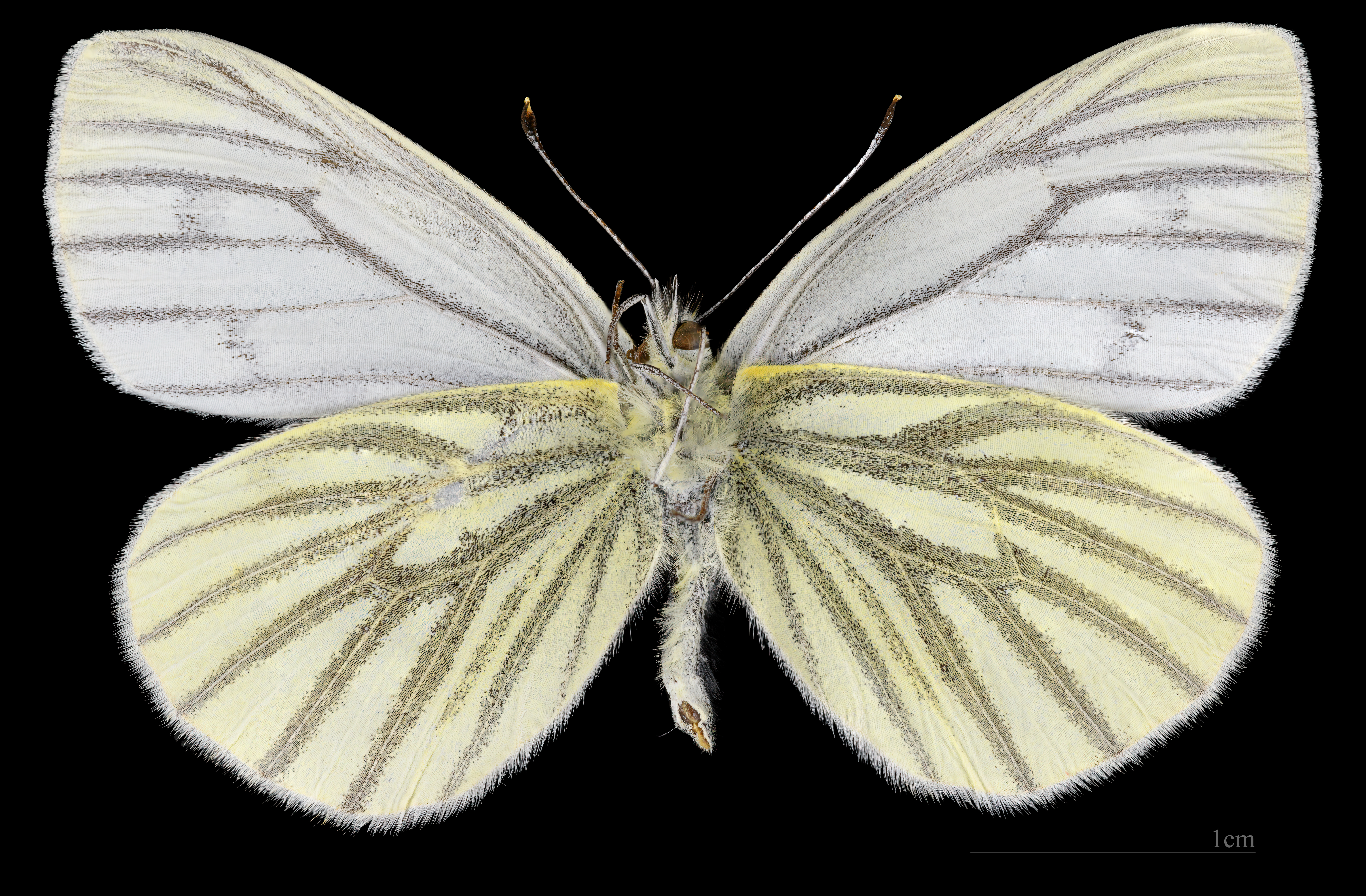
Pieris napi  ♀ △

### Chenille et chrysalide
Ses œufs, jaune verdâtre, sont pondus isolément et ont une période d'incubation de huit à dix jours. Les chenilles sont vertes et les chrysalides, vert clair. L'été, elles donnent des adultes en deux à trois semaines.

## Biologie

### Période de vol et hibernation
La Piéride du navet vole de mars à novembre en une à quatre générations suivant son habitat (une seule génération en haute montagne et dans la région arctique).
Elle hiverne à l'état de chrysalide.

### Plantes hôtes

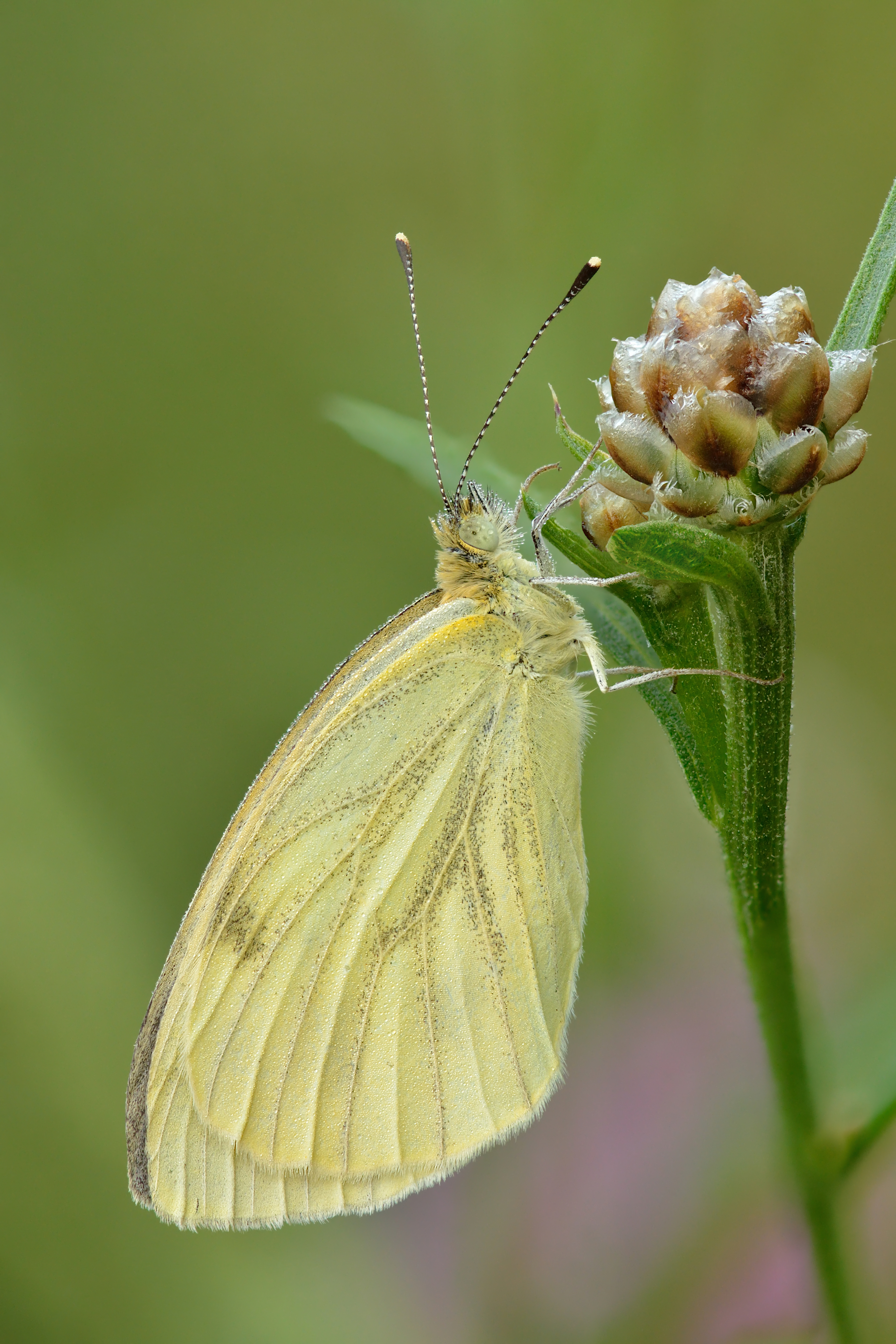
Une piéride du navet posée sur une centaurée jacée.

Les plantes hôtes de la chenille sont des brassicacées (crucifères) comme l'Alliaire officinale (Alliaria petiolata) et la Cardamine des prés (Cardamine pratensis).
Contrairement à la piéride du chou, la piéride du navet n'est nullement nuisible pour les cultures car sa chenille se nourrit de crucifères sauvages et sa présence n'a jamais été attestée sur le navet.

## Écologie et distribution
La Piéride du navet est présente dans toute l'Europe, en Asie tempérée jusqu'au Japon, ainsi qu'en Afrique du Nord, et au nord et à l'ouest de l'Amérique du Nord. Elle n'est pas migratrice ou très peu.
Elle est présente dans tous les départements de France métropolitaine

### Biotope
Ce papillon apprécie les milieux ouverts et humides jusque 1 800 mètres d'altitude.

### Protection
Aucun statut de protection particulier.